# Я вижу твой голос
«Я вижу твой голос» — музыкально-детективное игровое телешоу, являвшееся российской адаптацией международного формата «I Can See Your Voice».
Ведущий — Владимир Маркони, в прошлом — один из авторов и ведущих развлекательных шоу «Реутов ТВ», «Вечерний Ургант», «Comment out» и др.
С 24 мая 2024 года по настоящее время выходит аналогичное шоу от создателей «Я вижу твой голос» и с тем же ведущим — «Поймай меня, если сможешь».

## Правила
В игре участвует один игрок из народа и приглашённая мега-звезда. Сначала показываются 6 таинственных персонажей, среди которых есть и реальные вокалисты, и самозванцы. Задача игрока — избавиться от притворщиков (вымышленных) и оставлять певцов (настоящих) и не ошибиться в этом. Данные люди не произнесут ни звука до самого конца. В случае, если последним станет самозванец, главный приз достанется ему, а если вокалист, выигрыш получает игрок. Если в конце выясняется, что изгнанный персонаж поёт, шансы на выигрыш приза уменьшаются, а если убран безголосый, растут.
В каждом раунде изгнанные персонажи выступают, демонстрируя свой настоящий голос.
Кроме того, игроку советами будут помогать эксперты, которое состоит из пяти приглашённых знаменитостей.
В финальном раунде оставшийся персонаж будет петь дуэтом со звездой.

### Первый раунд (Первое впечатление)
Показываются шесть человек. Эксперты говорят мнение о каждом из представленных персонажей. Затем игрок сможет убрать одного из них, если не доверяет. Для этого на специальном приборе она нажимает на соответствующий аватар участника, а для подтверждения на логотип программы.

### Второй раунд (Фонограмма)
Оставшиеся пять человек по очереди выступают на сцене. Но они не будут петь по-настоящему. Во время выступления будет звучать фонограмма, а они будут просто открывать рот: настоящие вокалисты — под запись своего голоса, а самозванцы — под запись чужого голоса. После пяти выступлений игрок и мега-звезда решают, двое каких людей из выступивших покинут шоу.

### Третий раунд (Взлом телефона)
В шоу остались трое персонажей, у которых были отобраны мобильные телефоны. По просьбе игрока взламываются два телефона из трёх и производится доступ к личным данным. В этих данных скрываются подсказки. Игрок слушает голоса всех трёх персонажей, но они будут обработаны.

### Четвёртый раунд (Допрос)
Игрок выбирает персонажа, а затем он и эксперты слушают настоящий голос одного из двух оставшихся персонажей. Он ответит на вопросы игрока в течение 30 секунд. Затем принимается решение, с кем прощаться.

### Финал (Дуэт со звездой)
В последнем раунде оставшийся персонаж поёт с мега-звездой. Если это настоящий вокалист, главный приз получает игрок, а если выясняется, что персонаж оказался самозванцем, главный приз достаётся ему, а игрок уходит ни с чем.

## Производство

### Предпосылки и развитие
ВГТРК впервые объявила о разработке серии по совместному соглашению с CJ ENM и Fremantle в ноябре 2020 года. Его выпускала компания WMEDIA.
За время существования программы они совместно сотрудничали с TikTok, Новое радио и самой сетью, чтобы запустить цифровое сопутствующее мероприятие «караоке-марафон».

### Место съёмок
Съемки эпизодов проходили на киностудии Мосфильм в Москве и начались 22 апреля 2021 года. В единственном сезоне на нем были записаны усовершенствованные протоколы по охране здоровья и безопасности, внедряемые в связи с пандемией COVID-19.

## Список выпусков

### Приглашённые артисты
| Выпуск | Выпуск       | Пригл. артист                    | Участник                     | Таинственные певцы (В их соответствующих номерах и псевдонимах) | Таинственные певцы (В их соответствующих номерах и псевдонимах) | Таинственные певцы (В их соответствующих номерах и псевдонимах) | Таинственные певцы (В их соответствующих номерах и псевдонимах) | Таинственные певцы (В их соответствующих номерах и псевдонимах) | Таинственные певцы (В их соответствующих номерах и псевдонимах) | Таинственные певцы (В их соответствующих номерах и псевдонимах) |
| #      | Дата         | Пригл. артист                    | Участник                     | Порядок вылета                                                  | Порядок вылета                                                  | Порядок вылета                                                  | Порядок вылета                                                  | Порядок вылета                                                  | Финальный результат                                             | Победитель                                                      |
| #      | Дата         | Пригл. артист                    | Участник                     | Первое впечатление                                              | Фонограмма                                                      | Фонограмма                                                      | Взлом телефона                                                  | Допрос                                                          | Финальный результат                                             | Победитель                                                      |
| ------ | ------------ | -------------------------------- | ---------------------------- | --------------------------------------------------------------- | --------------------------------------------------------------- | --------------------------------------------------------------- | --------------------------------------------------------------- | --------------------------------------------------------------- | --------------------------------------------------------------- | --------------------------------------------------------------- |
| 1      | 14 мая 2021  | Филипп Киркоров                  | Мария Паслова                | 3. Дмитрий Бибин (Танцор диско)                                 | 1. Анастасия Косарева (Эко-активистка)                          | 6. Алексей Ефремов (Курьер)                                     | 2. Николай Ревенко (Переводчик с румынского)                    | 4. Ирина Игнатюк (Пианистка)                                    | ✔                                                               | 5. Элиза Боджгуа Мама муз группы                                |
| 2      | 21 мая 2021  | Валерий Меладзе                  | Михаил Цурцумия              | 1. Иван Филичкин (Танцор)                                       | 3. Сергей Мозгов (Тренер по фигурному катанию)                  | 6. Евгений Балашов (Таксист)                                    | 4. Артур Васильев (Пародист)                                    | 5. Ольга Ковалёва (Свадебный регистратор)                       | ✔                                                               | 2. Ксения Руденко Бывшая рокерша                                |
| 3      | 28 мая 2021  | Диана Арбенина (Ночные снайперы) | Мария Школовая               | 3. Василий Боджгуа (Басс-гитарист)                              | 1. Дмитрий Лямин (Модель)                                       | 4. Елизавета Шарипова (Студентка)                               | 5. Мария Гучи (Сбежавшая невеста)                               | 6. Мария Матвеева (Ассистентка иллюзиониста)                    | N                                                               | 2. Азат Саримов Граффити-художник                               |
| 4      | 4 июня 2021  | Jony                             | Мария Гритчина               | 4. Анна Булгак (Наездница)                                      | 1. Василий Шевченко (Егерь)                                     | 2. Николай Синёв (Акушер-гинеколог)                             | 3. Анастасия Васильева (Воспитатель)                            | 6. Екатерина Добрякова (Мастер париков)                         | ✔                                                               | 5. Максим Маминов Баскетболист                                  |
| 5      | 11 июня 2021 | Алексей Чумаков                  | Анна Махлина Дмитрий Олейник | 3. Дмитрий Шабаев (Продюсер)                                    | 2. Екатерина Кузина (Чемпионка по жиму штанги)                  | 5. Хелена Амбого (Няня)                                         | 6. Дарина Желязкова (Инженер-строитель)                         | 1. Дмитрий Митин (Фанат Робби Уильямса)                         | ✔                                                               | 4. Алексей Поляков Коллекционер                                 |
| 6      | 18 июня 2021 | Сергей Лазарев                   | Екатерина Дедюрина           | 4. Галина Краснова (Королева выпускного бала)                   | 5. Максим Бобков (Официант)                                     | 3. Дмитрий Савлович (Библиотекарь)                              | 6. Мария Соболенко (Мастер маникюра)                            | 2. Николь-Мари Кнаус (Молодая мама)                             | N                                                               | 1. Моника Громушкина Мим                                        |
| 7      | 25 июня 2021 | Сергей Мазаев                    | Иван Хафизов                 | 1. Алексей Тавлеев (Бариста)                                    | 6. Валерия Митюрева (Леди Виолетт)                              | 2. Ксения Руденко (Актриса)                                     | 3. Аниса Муртаева (Блогер)                                      | 4. Сергей Парвицкий (Фермер)                                    | N                                                               | 5. Максим Багба Хоккеист                                        |
| 8      | 9 июля 2021  | Ани Лорак                        | Сергей Скоробогатов          | 3. Дарья Дубовицкая (Бухгалтер)                                 | 1. Олег Кольвах (Акробат)                                       | 4. Михаил Константинов (Солист ансамбля)                        | 5. Анна Неболсина (Народница)                                   | 2. Иван Вахрушев (Пекарь)                                       | ✔                                                               | 6. Изабелла Третьякова Поэтесса                                 |

### Эксперты
| Выпуск | Эксперты          | Эксперты          | Эксперты          | Эксперты          | Эксперты        |
| Выпуск | 1-й               | 2-й               | 3-й               | 4-й               | 5-й             |
| ------ | ----------------- | ----------------- | ----------------- | ----------------- | --------------- |
| 1      | Дмитрий Губерниев | Аглая Шиловская   | Лариса Рубальская | Николай Фоменко   | ST              |
| 2      | Ольга Шелест      | Алексей Чумаков   | Лариса Рубальская | Николай Фоменко   | ST              |
| 3      | Максим Леонидов   | Аглая Шиловская   | Андрей Малахов    | Лариса Рубальская | ST              |
| 4      | ST                | Валерий Меладзе   | Анна Седокова     | Николай Фоменко   | Тимур Родригез  |
| 5      | Ольга Шелест      | Валерий Меладзе   | Лариса Долина     | Николай Фоменко   | ST              |
| 6      | ST                | Ольга Шелест      | Глюкоза           | Лариса Рубальская | Николай Фоменко |
| 7      | Ольга Шелест      | Алексей Чумаков   | Глюкоза           | ST                | Диана Арбенина  |
| 8      | ST                | Лариса Рубальская | Анна Седакова     | Тимур Родригез    | —               |

### Комментарии
1. ↑  Все псевдонимы тайных певцов написаны на русском языке. Для смешанных групп имена плохих певцов выделены курсивом.